# Estefania d'Urgell i Pallars
|  | Aquest article tracta sobre la filla d'Ermengol I d'Urgell. Vegeu-ne altres significats a «Estefania d'Urgell». |

Estefania d'Urgell i Pallars (? - ?) fou una noble i infanta urgellenca que esdevingué comtessa consort del Pallars Sobirà a causa del seu matrimoni. Va ser també germana d'Ermengol II, hereu i comte d'Urgell.

## Orígens familiars
Filla del comte d'Urgell; Ermengol I d'Urgell i Tedberga de Provença.

## Núpcies i descendents
Del seu matrimoni amb Guillem II de Pallars Sobirà, fill del comte Sunyer I de Pallars i la seva primera esposa Ermengarda de Roergue i comte de Pallars Sobirà (1010-1035), tingué:
- l'infant Bernat II de Pallars Sobirà (?-1049), comte de Pallars Sobirà
- l'infant Artau I de Pallars Sobirà (?-1081), comte de Pallars Sobirà
- l'infant Ramon de Pallars Sobirà (?-1091)
- la infanta Eldiondis de Pallars Sobirà, casada amb Guitart Isarn de Vallferrera